# Шемонаихинское восстание

## Предыстория
В период Гражданской войны на большей части Казахстана советская власть была свергнута, она сохранялась лишь в Алма-Атинской, Джамбулской, Южно-Казахстанской, Кзыл-Ординской и Актюбинской области, правда после захвата Оренбурга Дутовым, «красные» Казахстана и Центральной Азии оказались отрезанными он центральных районов РСФСР. В Восточном Казахстане ситуация складывались по другому, там преобладали сторонники Временного правительства.
Сибирь и прилагающие к ней районы Казахстана (Северный и Восточный Казахстан) рассматривались как важный политический плацдарм, откуда можно было бы нанести удар по промышленным регионам россии России. Свержение же советской власти в Восточном Казахстане заранее подготавливалось внутренними силами контрреволюции, такими как: Союз 505 и Черная сотня. 1918 года антисоветские выступления имели место также в Павлодарском, Зайсанском, Каркаралинском уездах области, однако, они не имели успеха. Начиная с 13 апреля 1918 года, было введено военное положение. Постановленисм исполкома Совета был создан Военно-революционный комитет. Находившиеся в распоряжении Революционного комитета красногвардейские отряды провели в Семипалатинске и уездных центрах области ряд операций по изъятию оружия, но несмотря на все действия «красных» в первой половине лета 1918 года при поддержке чехословацкого корпуса в Семипалатинской области была свергнута власть советов, важно отметить то что значительная часть «среднего крестьянства» поддержала свержение власти советов из за продовольственной политики советской власти, в июне 1918 года лидер Алашской автономии Букейханов подписал постановление о том, что все декреты, изданные Советской властью на территории автономной Алаш, признаются недействительными, в начале осени 1918 года 1918 года подпольные группы большевиков были созданы в поселках
Высокогорка (Кара-Булак), Сарабель, Ананьевка, Караш, Дарственное, Усть-Нарым, Бураново и в ряде других населенных пунктов.

## Ход восстания
Сопротивление трудящихся масс белогвардейским властям выливалось в открытые вооруженные восстания. Летом 1918 года развернулось Шемонаихинское восстание, поводом же стало явное нежелание крестьян подчиниться приказу Временного Сибирского правительств а мобилизации двух призывных
возрастов в армию. В селе Шемонаихе, явившемся центром восстания, активно действовала организованная коммунистами подпольная группа, состоявшая из бывших фронтовиков, членов сельского Совета и других сочувствующих советской власти людей. Приказ о мобилизации молодежи в армию стал известен населению 15 июля 1918 года. В тот же день было собрано общее собрание жителей поселка Шемонаихи, на когором граждане села вынесли постановление не подчиняться приказу и молодежь в армию не отпускать.
Несколько участников собрания было послано в соседние села с призывом поддержать это решение.
18 июля в село вступил карательный отряд юнкеров, присланный для расправы с бунтовщиками. Были проведены аресты, а многие крестьяне жестоко избиты плетьми и комполами. Шемонаихинцы к этому времени создали подпольную боевую дружину, имевшую на вооружении 40 винтовок, 15 револьверов, 20 ручных гранат. На помощь ей подошло несколько отрядов из поселков Красноярского, Вавилонки и Усть-Таловки. В результате непродолжительного, но ожесточенного боя, почти весь отряд карателей был истреблен.
Для осуществления общего руководства восстанием был избран Реввоенсовет и создан штаб, который занимался сбором оружия, формированием из добровольцев боевых отрядов, обучением и вооружением бойцов, организацией питания и т. д. К восставшим в течение нескольких дней примкнули жители 46 населенных пунктов, бойцов насчитывалось теперь около 1000 человек. Из них было создано 5 кавалерийских и 5 пехотных отрядов.
Реввоенсовет решил созвать съезд представителей всех примкнувших к восстанию сил для разработки мероприятий по борьбе с контрреволюцией. Однако работа съезда была прервана появлением карателей. На пристань Убинский Форпост прибыл крупный карательный отряд, насчитывающий 500 солдат. Положение восставших осложнялось тем, что ряд соседних сел - Выдриха, Большая речка, Кабаново не примкнули к восставшим. Штаб повстанцев принял решение немедленно занять оборонительные позиции в районе села Убинского, находящегося примерно в 40 км от Шемонаихи и 7 километрах от Убинского Форпоста.
Здесь восставшие рассчитывали дать бой карательному отряду и нанести ему поражение. В село Убинское были высланы немногочисленные по составу пехотный и конный отряды, причем руководители восстания надеялись также на помощь со стороны убинлев.
Однако обстановка сложилась чрезвычайно неблагоприятно для находившихся в обороне отрядов. В период, когда белогвардейцы перешли в наступление, зажиточная часть населения села Убинского папала на шемонаихинцев с тыла. Они вынуждены были отступить. 17 человек, взятых в плен, белогвардейцы расстреляли. Повстанцам не удалось удержать и другие населенные пункты.

## Итог восстания
Основной причиной поражения восстания было то что ряд соседних сел - Выдриха, Большая речка, Кабаново не примкнули к восставшим, а так же дезорганизованность восставших, большую роль играло и приближающиеся Весеннее наступление Русской армии (1919).